# مارچلینارا
مارچلینارا (به ایتالیایی: Marcellinara) یک کومونه در ایتالیا است که در استان کاتانزارو واقع شده‌است.

## خصوصیات
مارچلینارا ۲۰ کیلومترمربع مساحت و ۲٬۳۰۴ نفر جمعیت دارد و ۳۳۷ متر بالاتر از سطح دریا واقع شده‌است.